# Derek Gee
Derek Gee (Ottawa, 3 de agosto de 1997) es un ciclista canadiense que compite con el equipo Israel-Premier Tech.

## Biografía
En la temporada 2021 se unió al equipo canadiense Continental XSpeed United Continental, pero no compitió en ninguna carrera internacional en ruta. En 2022 se incorporó a la formación de Israel Cycling Academy, reserva del equipo UCI WorldTeam Israel-Premier Tech. Participó en algunas carreras con el equipo principal al comienzo de la temporada y, después de buenos resultados, en mayo se anunció que se convertiría en miembro permanente a partir de la temporada 2023. El 4 de junio de 2024 conseguiría su mayor triunfo hasta la fecha al imponerse en la etapa 3 del Critérium del Dauphiné con final en Les Estables.

## Palmarés

### Carretera
2021
- 3.º en el Campeonato de Canadá Contrarreloj
- 3.º en el Campeonato de Canadá en Ruta

2022
- Campeonato de Canadá Contrarreloj

2023
- Premio de la combatividad del Giro de Italia[3]
- Campeonato de Canadá Contrarreloj

2024
- 1 etapa del Critérium del Dauphiné

2025
- O Gran Camiño, más 1 etapa
- 2.º en el Campeonato de Canadá Contrarreloj
- Campeonato de Canadá en Ruta

### Pista
2017
- Campeonato de Canadá en persecución individual
- Campeonato de Canadá en persecución por equipos (con Bayley Simpson, Evan Burtnik y Adam Jamieson)
- Campeonato de Canadá en Americana (con Evan Burtnik)
- Campeonato de Canadá en Puntuación
- Campeonato de Canadá en Omnium
- Campeón Panamericano persecución individual
- Campeón Panamericano persecución por equipos (con Aidan Caves, Jay Lamoureux y Bayley Simpson)

2018
- Campeonato de Canadá en persecución individual
- Campeonato de Canadá en persecución por equipos (con Michael Foley, Evan Burtnik y Adam Jamieson)
- Campeonato de Canadá en Americana (con Michael Foley)
- Campeonato de Canadá en Puntuación
- Campeonato de Canadá en Omnium
- Campeón Panamericano persecución por equipos (con Vincent De Haître, Jay Lamoureux y Michael Foley)
- Campeón Panamericano en Omnium

2019
- Campeonato de Canadá en persecución individual
- Campeonato de Canadá en Americana (con Michael Foley)
- Campeonato de Canadá en Omnium

## Resultados en Grandes Vueltas y Campeonatos del Mundo
| Carrera              | Carrera              | 2021 | 2022 | 2023 | 2024 | 2025 |
| -------------------- | -------------------- | ---- | ---- | ---- | ---- | ---- |
|                      | Giro de Italia       | —    | —    | 22.º | —    | 4.º  |
|                      | Tour de Francia      | —    | —    | —    | 9.º  | —    |
|                      | Vuelta a España      | —    | —    | —    | —    | —    |
| Mundial en Ruta      | Mundial en Ruta      | —    | Ab.  | Ab.  | Ab.  | —    |
| Mundial Contrarreloj | Mundial Contrarreloj | —    | 19.º | 17.º | 22.º | —    |

—: no participa

Ab.: abandono

## Equipos
- XSpeed United Continental (2021)
- Israel Cycling Academy (2022)
- Israel-Premier Tech (2023-)